# Aleksandra Kollontaj
Aleksandra Michajlovna Kollontaj (ryska: Александра Миха́йловна Коллонтай), född Domontovitj (ryska: Домонто́вич) den 31 mars (19 mars enligt g.s.) 1872 i Sankt Petersburg, Kejsardömet Ryssland, död den 9 mars 1952 i Moskva, Sovjetunionen, var en sovjetisk (rysk) kommunistisk politiker, diplomat och författare. Hon blev världens första kvinnliga ambassadör (Norge).

## Revolutionär

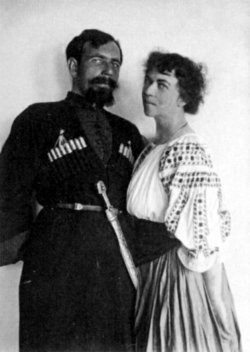
Pavel Dybenko och Aleksandra Kollontaj 1919.

Fadern, Michail Domontovitj, var  en general i tsarens armé. Michail kom från en gammal litauisk-rysk furstefamilj, vilken tillhörde en gammal adels- och godsägarsläkt, som tillhörde Ostoja-klanen. Han tjänstgjorde under det  rysk-turkiska kriget 1877–1878 och var därefter kanslichef vid den ryska administrationen i Bulgarien från 1878 till 1879. Modern, Alexandra Masalin-Mravinskij, var dotter till en mycket rik finländsk trävaruhandlare. Hon växte upp i en förnäm stadsvåning i Petersburg. Sin barndoms somrar tillbringade hon på sin morfars lantegendom herrgården Kuusa i Mola på Karelska näset. Efter ett kortvarigt äktenskap med officersaspiranten och sin syssling Vladimir Kollontaj lämnade Alexandra sin son och make och reste till Zürich för att studera ekonomi. Detta blev bestämmande för hennes ’nihilistiska’ syn på familjesituationen.
År 1898 återvände hon till Ryssland och började arbeta för det revolutionära ryska socialdemokratiska partiet. Hennes sociala samvete hade vaknat genom kontakterna med de arbetare som studerade vid de politiska söndagsskolorna i Petersburg, men även efter ett chockartat besök vid Kränholms manufaktur i Estland, då hon definitivt  lämnade det borgerliga liv hon levt. 
Hon anslöt sig till ryska socialdemokraterna 1906, men inte till bolsjevikerna utan till  mensjevikerna 1906–1914, men även till tysk socialdemokrati. Hon måste fly Ryssland 1908, efter att ha publicerat en skrift där hon uppmanade finländarna till uppror mot tsardömet.Det var det första världskriget som gjorde henne till bolsjevik och då särskilt Aleksander Sjljapnikov som samtidigt med henne bodde på Carlesons pensionat vid Engelbrektsplan i Stockholm.  Sjljapnikov meddelade i ett brev till Lenin 1914 att mensjevikernas galjonsfigur Kollontaj var på väg mot bolsjevismen, varpå Lenin replikerade ”själaglad om kamrat Kollontaj står på vår sida”.  Kollontaj och Sjljapnikov blev blixtförälskade och flyttade ihop. 
I slutet av 1914 utvisades Kollontaj från Sverige till Danmark för antimilitaristisk propaganda i Texas Ljungbergs tidning Försvarsnihilisten. Artikeln hade titeln ”Om kriget och våra uppgifter”. Hon hade trotsat politikerförbudet för utlänningar. Branting menade att hon inte skulle lägga sig i svenska angelägenheter, missbrukat asylrätten men protesterade ändock mot utvisningen. 
Kollontaj spelade en viktig roll då det röda postnätet byggdes upp i Norden under första världskriget. Den 1 februari 1915 beviljades Kollontaj politisk asyl i Norge. Från sin bas i Holmenkollen, dit hon flyttat med Sjljapnikov, höll hon kontakt med norska och svenska socialister, förmedlade hemliga brev från och till bolsjevikledningen. 
Fram till 1917 vistades Kollontaj i flera länder, bland annat i Sverige 1912 och 1914.  
Efter februarirevolutionen 1917 återvände hon till Ryssland och deltog aktivt i oktoberrevolutionen, varefter hon fram till 1918 blev folkkommissarie för sociala frågor. Som sådan blev hon också den andra kvinnan i Ryssland (och världen) på en ministerpost. Hon var ordförande för Zjenotdel 1920–1922. Hon var även chef för kvinnoadelningen inom Komintern. 
Hon var en kort period gift med bolsjevikledaren och arméchefen Pavel Dybenko, vilken fört befäl över Östersjöflottans matroser under revolutionen och lett de soldater som kuvade den konstituerade församlingen 1918. 

## Politiker och författare
Kollontaj var övertygad socialist och feminist och förespråkade äkta arbetarmakt, kvinnors frigörelse och det konventionella äktenskapets avskaffande. Hon tog dock starkt avstånd från den borgerliga feminismen eftersom hon ansåg, att man endast genom socialismen kunde nå jämställdhet mellan könen. Hon skrev att ”Ett barn tillhör inte sina föräldrar utan det samhälle det fötts i”.  ”Familjeinstitutionen har överlevt sig själv och strider mot den kommunistiska idén. Den borde helt enkelt ersättas av en hjälpfond för behövande som drabbats av den fria kärlekens konsekvenser”. 
Den typ av feminism, som hon talade om, kan idag betecknas som radikalfeminism. Hennes tankar fick åter aktualitet inom feministisk forskning på 1970-talet. Kollontajs politiska kamp bestod i att förändra äktenskapet i grunden, kollektiv uppfostran och kvinnans sexuella frigörelse. Kollontaj mötte hårt motstånd från konservativa riktningar inom det kommunistiska partiet, som ansåg att hennes idéer inte var realistiska att genomföra i ett ungt Sovjetunionen, som kämpade med ekonomiska problem, barns situation och prostitution. På grund av sina politiska ställningstaganden blev Kollontaj tidvis stämplad som en fiende till partiet och en småborgerlig feminist. Kollontaj ingick 1918  det första borgerliga äktenskapet i Ryssland med Dybenko, vilket alla ryska tidningar skrev om. 
Kollontaj var en av många kommunister, som var kritiska till det tilltagande auktoritära styret i Sovjetunionen. Hon var medlem i oppositionsrörelsen Arbetaroppositionen inom kommunistpartiet, som ställde krav på decentralisering, arbetarmakt, lika löner, fri sjukvård, fri utbildning etcetera. Arbetaroppositionen krävde ändå inte, att partidiktaturen skulle avskaffas, men försvarade partiets rätt att ha makten över produktionsmedlen. På den 10:e partikongressen i mars 1921 förkastades samtliga av Arbetaroppositionens krav och partiledningen fastslog oppositionsrörelsen som kontrarevolutionär samtidigt som det beslutades att fraktionering inom partiet stred mot den demokratiska centralismens principer och skulle förbjudas. Arbetaroppositionen blev således en av de sista legala oppositionsrörelserna i Sovjetunionen.
På den 10:e partikongressen röstade alla i Arbetaroppositionen för att skicka militära enheter för att krossa Kronstadttupproret på flottbasen där tusentals arbetare och matroser krävde fria val till sovjeterna. 
Alexandra Kollontaj skrev både politiska och skönlitterära böcker. Utöver den digra självbiografin på tio band skrev hon också ett stort antal längre artiklar på svenska både före och under sin tid som ambassadör, bland annat i tidningarna Social-Demokraten och Stormklockan. I Nazityskland ansågs Kollontajs verk som opassande för naziregimen och nazistisk ideologi. Hennes böcker blev därför utrensade och brända under bokbålen 1933.

## Diplomatisk karriär
På grund av sitt engagemang i Arbetaroppositionen var Kollontajs politiska karriär på hemmaplan kraftigt marginaliserad. Hon undkom fysiska repressalier men kort efter Arbetaroppositionens nederlag lämnade Kollontaj landet. Hon blev 1922 utnämnd som Sovjetunionens legationsråd i Norge och därefter från 1924 som minister. Hon var det första kvinnliga sändebudet i Europa. Åren 1926–1927 var hon minister i Mexiko men återvände sistnämnda år till sändebudsposten i Oslo. 1930 blev hon förutom ambassadör i Norge samtidigt Chargé d'affaires i Sverige.

### Diplomat i Sverige

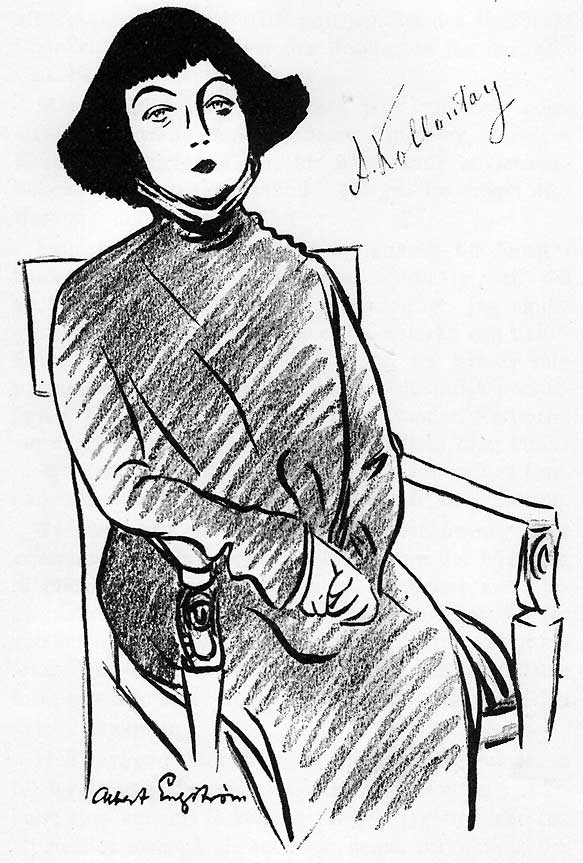
Kollontaj porträtterad av Albert Engström 1923.

Från 1930 till den 1 april 1945 var Alexandra Kollontaj Sovjetunionens minister i Stockholm – från 1943 med ambassadörs rang.  Hon hade stor betydelse för förhållandet mellan Sovjetunionen och Sverige under den kritiska tiden under andra världskriget och gjorde vid flera tillfällen Sverige goda tjänster. Hennes relation till utrikesminister Christian Günther var omvittnat god, vilket hade gynnsam inverkan på upprätthållandet av den svenska neutralitetspolitiken
. Kollontaj förde vid flera tillfällen viktiga diplomatiska förhandlingar, inte minst med representanter för Finland. År 1940 spelade hon en viktig roll i förhandlingarna som ledde till Moskvafreden. Efter att fortsättningskriget bröt ut 1941 fortsatte Kollontaj att söka kontakt med finländska politiker. Hon träffade i Stockholm de finska representanterna Juho Kusti Paasikivi och Georg Achates Gripenberg i förhandlingarna som ledde till vapenstilleståndet mellan Sovjetunionen och Finland i september 1944.
I Sverige var Aleksandra Kollontaj allmänt känd som ”Madame Kollontaj”. 
När hon tillträdde sin befattning 1930 hade hon en etagevåning på Narvavägen 25. Sedan bodde hon under några år i en 
våning i industrimannen B.A. Hjorts hus på Villagatan 15, granne till det blivande legationshuset på nummer 17. Här hade Kollontaj och hennes sekreterare arbetsrum i bottenvåningen. Längre upp i huset låg hennes privata bostad om fyra stora rum och två badrum. När sammanträffanden kunde vara särskilt känsliga anordnades mötena inte på legationen vid Villagatan utan exempelvis på Grand Hôtel i Saltsjöbaden. Under andra världskriget hyrde hon Villa Kassman på Storholmen norr om Lidingö som sommarbostad.

## De sista åren
Kollontaj fick sin första stroke i augusti 1942. 1943 drabbades hon av vänstersidig förlamning som resultat av en stroke och fick ytterligare en stroke 1945.
Efter sin tid som diplomat i Sverige återvände Kollontaj till Sovjetunionen 1945. Sina sista levnadsår ägnade Kollontaj åt intensivt skrivande på sina memoarer. Trots sviktande hälsa och sömnsvårigheter arbetade Kollontaj hårt för att försöka fullborda memoarerna. Våren 1949 skriver Kollontaj i ett brev till den svenska väninnan Ada Nilsson att hennes memoarer omfattar hela tio band på vardera 320 sidor. Endast delar av memoarerna publicerades, men de arkiverades i sin helhet på Marx-Engels-Lenin-institutet. Trots Sovjetunionens fall har memoarerna inte publicerats utan finns i dag i Ryska kommunistpartiets stängda arkiv i Moskva.
Den svenska läkaren Ada Nilsson gömde och bevarade hennes privata arkiv - de privata  dagböckerna, antackningarna, manuskripten, den enorma korrespondensen - vilka skulle överlämnas till Moskva först tio år efter hennes död. Det tog ett kvarts sekel efter hennes död innan hennes arkiv öppnades och hennes sanna levnadshistoria kunde berättas. 

## Eftermäle
Asteroiden 2467 Kollontai är uppkallad efter henne.
Hedersledamot i British Society for Sex Psykologi
Leninorden ”för aktivt arbete med att knyta kvinnorna till det socialistiska uppbyggandet”.
Sofiamedaljen från Bulgarien
Diplomatiska kårens doyen med den formella titeln ” ambassadeur extraordinarie et plénipotentiarie”